# Teuraiterai Tupaia
Teuraiterai Tupaia (ur. 6 lutego 2000) – pochodzący z Polinezji Francuskiej francuski lekkoatleta specjalizujący się w rzucie oszczepem.
W 2016 roku był czwarty na mistrzostwa Europy kadetów. Pięć lat później w Tallinnie zdobył brązowy medal mistrzostw Europy U23.
Medalista mistrzostw Francji, reprezentant kraju w pucharze Europy w rzutach i w meczach międzypaństwowych.
Rekord życiowy: 86,11 (17 maja 2024, Fontainebleau) rekord Francji.

## Osiągnięcia
| Rok  | Impreza                 | Miejsce | Pozycja           | Wynik         |
| ---- | ----------------------- | ------- | ----------------- | ------------- |
| 2016 | Mistrzostwa Europy U18  | Tbilisi | 4. miejsce        | 71,74 (700 g) |
| 2019 | Mistrzostwa Europy U20  | Borås   | el. – 14. miejsce | 68,62         |
| 2021 | Puchar Europy w rzutach | Split   | 1. miejsce        | 80,46         |
| 2021 | Mistrzostwa Europy U23  | Tallinn | 3. miejsce        | 78,80         |
| 2022 | Puchar Europy w rzutach | Leiria  | 1. miejsce        | 77,21         |
| 2024 | Mistrzostwa Europy      | Rzym    | 5. miejsce        | 82,98         |
| 2024 | Igrzyska olimpijskie    | Paryż   | el. –             | NM            |